# Tornby
Tornby – miejscowość w Danii, w regionie Jutlandia Północna, w gminie Hjørring.